# Caspar Widmer
Caspar Widmer (ur. 28 maja 1874 w Ettiswil, zm. 27 marca 1953 w St. Gallen) – szwajcarski strzelec, multimedalista mistrzostw świata.
Widmer wystąpił w 4 konkurencjach podczas Olimpiady Letniej 1906, nie zdobywając jednak żadnego medalu. Najwyższe miejsce osiągnął w karabinie wojskowym klęcząc lub stojąc z 300 m, w którym uplasował się na 14. pozycji. Wystartował także w trzech drużynowych konkurencjach podczas Letnich Igrzysk Olimpijskich 1920, ponownie nie stając na podium (najbliżej tego osiągnięcia był w karabinie wojskowym leżąc z 300 m, w którym był na 4. miejscu).
Na przestrzeni lat 1899–1921, Caspar Widmer zdobył 18 medali na mistrzostwach świata, w tym 11 złotych, 4 srebrne i 3 brązowe. Najwięcej zwycięstw odniósł w drużynowym strzelaniu z karabinu dowolnego w trzech postawach z 300 m (8). W konkurencjach indywidualnych 7 razy plasował się na podium, w tym trzykrotnie na jego najwyższym stopniu.

## Wyniki

### Igrzyska olimpijskie (z Olimpiadą Letnią 1906)
| Igrzyska | Konkurencja                                 | Wynik            | Miejsce | Źródło |
| -------- | ------------------------------------------- | ---------------- | ------- | ------ |
| OL 1906  | Pistolet dowolny, 50 m                      | 185 pkt.         | 17      | [ 2 ]  |
| OL 1906  | Rewolwer wojskowy, 20 m (Gras 1873-1874)    | 136 pkt.         | 23      | [ 3 ]  |
| OL 1906  | Karabin dowolny, dowolna postawa, 300 m     | 210 pkt.         | 15      | [ 4 ]  |
| OL 1906  | Karabin wojskowy, klęcząc lub stojąc, 300 m | 200 pkt.         | 14      | [ 5 ]  |
| IO 1920  | Karabin wojskowy leżąc, 300 m, drużynowo    | 281 pkt. (druż.) | 4       | [ 6 ]  |
| IO 1920  | Karabin wojskowy leżąc, 600 m, drużynowo    | 279 pkt. (druż.) | 6       | [ 7 ]  |
| IO 1920  | Karabin wojskowy stojąc, 300 m, drużynowo   | 234 pkt. (druż.) | 8       | [ 8 ]  |

### Medale mistrzostw świata
Opracowano na podstawie materiałów źródłowych:
| Mistrzostwa           | Konkurencja                                     | Wynik                             | Miejsce |
| --------------------- | ----------------------------------------------- | --------------------------------- | ------- |
| Loosduinen 1899       | Karabin dowolny, trzy postawy, 300 m, drużynowo | 4528 pkt. (druż.)                 |         |
| Zurych 1907           | Pistolet dowolny, 50 m, drużynowo               | 2395 pkt. (druż.)                 |         |
| Wiedeń 1908           | Karabin dowolny, trzy postawy, 300 m, drużynowo | 4616 pkt. (druż.)                 |         |
| Wiedeń 1908           | Karabin dowolny klęcząc, 300 m                  | 329 pkt.                          |         |
| Hamburg 1909          | Karabin dowolny, trzy postawy, 300 m, drużynowo | 4840 pkt. (druż.)                 |         |
| Hamburg 1909          | Karabin dowolny klęcząc, 300 m                  | 351 pkt.                          |         |
| Loosduinen 1910       | Karabin dowolny, trzy postawy, 300 m, drużynowo | 4918 pkt. (druż.)                 |         |
| Loosduinen 1910       | Karabin dowolny klęcząc, 300 m                  | 351 pkt.                          |         |
| Rzym 1911             | Karabin wojskowy klęcząc, 300 m                 | 243 pkt.                          |         |
| Rzym 1911             | Karabin dowolny, trzy postawy, 300 m, drużynowo | 5014 pkt. (druż.)                 |         |
| Rzym 1911             | Pistolet dowolny, 50 m, drużynowo               | 2425 pkt. (druż.)                 |         |
| Bajonna/Biarritz 1912 | Karabin dowolny, trzy postawy, 300 m, drużynowo | 5172 pkt. (druż.)                 |         |
| Bajonna/Biarritz 1912 | Pistolet dowolny, 50 m                          | 527 pkt.                          |         |
| Camp Perry 1913       | Karabin dowolny, trzy postawy, 300 m            | 994 pkt.                          |         |
| Camp Perry 1913       | Karabin dowolny, trzy postawy, 300 m, drużynowo | 4959 pkt. (druż.) 994 pkt. (ind.) |         |
| Camp Perry 1913       | Karabin dowolny stojąc, 300 m                   | 334 pkt.                          |         |
| Viborg 1914           | Karabin dowolny, trzy postawy, 300 m, drużynowo | 5025 pkt. (druż.)                 |         |
| Lyon 1921             | Pistolet dowolny, 50 m, drużynowo               | 2465 pkt. (druż.)                 |         |